# Gouvernement Koivisto II
 (septembre 2023).
Si vous disposez d'ouvrages ou d'articles de référence ou si vous connaissez des sites web de qualité traitant du thème abordé ici, merci de compléter l'article en donnant les références utiles à sa vérifiabilité et en les liant à la section « Notes et références ».
République de Finlande
Sorsa II Sorsa III
Le gouvernement Koivisto II est le 61ème gouvernement de la République de Finlande, qui a siégé du 26 mai 1979 - 19 février 1982.

## Composition
| Ministre                                                                                         | Début     | Fin       | Parti | Parti            |
| ------------------------------------------------------------------------------------------------ | --------- | --------- | ----- | ---------------- |
| Premier ministre Mauno Koivisto                                                                  | 26.5.1979 | 26.1.1982 |       | SDP              |
| Ministre de l'Intérieur Eino Uusitalo                                                            | 26.5.1979 | 26.1.1982 |       | Parti du centre  |
| Vice-Ministre de l'Intérieur Johannes Koikkalainen                                               | 26.5.1979 | 26.1.1982 |       | SDP              |
| Ministre des Affaires étrangères Paavo Väyrynen                                                  | 26.5.1979 | 26.1.1982 |       | Parti du centre  |
| Vice-Ministre des Affaires étrangères Vice-Ministre du commerce et de l'industrie Esko Rekola    | 26.5.1979 | 26.1.1982 |       | Ammattiministeri |
| Ministre de la Justice Christoffer Taxell                                                        | 26.5.1979 | 26.1.1982 |       | RKP              |
| Ministre de la Défense Lasse Äikäs                                                               | 26.5.1979 | 26.1.1982 |       | Parti du centre  |
| Ministre des Finances Ahti Pekkala                                                               | 26.5.1979 | 26.1.1982 |       | Parti du centre  |
| Vice-Ministre des Finances Pirkko Työläjärvi Mauno Forsman                                       | 26.5.1979 | 30.6.1981 |       | SDP              |
| Vice-Ministre des Finances Pirkko Työläjärvi Mauno Forsman                                       | 1.7.1981  | 19.2.1982 |       | SDP              |
| Ministre de l'Éducation Pär Stenbäck                                                             | 26.5.1979 | 19.2.1982 |       | RKP              |
| Ministre de l'Agriculture Taisto Tähkämaa                                                        | 26.5.1979 | 19.2.1982 |       | Parti du centre  |
| Ministre des transports Vice-Ministre de l'Agriculture Veikko Saarto                             | 26.5.1979 | 19.2.1982 |       | SKDL             |
| Ministre du commerce et de l'industrie Ulf Sundqvist Pirkko Työläjärvi                           | 26.5.1979 | 30.6.1981 |       | SDP              |
| Ministre du commerce et de l'industrie Ulf Sundqvist Pirkko Työläjärvi                           | 1.7.1981  | 19.2.1982 |       | SDP              |
| Ministère des Affaires sociales et de la santé Sinikka Luja-Penttilä                             | 26.5.1979 | 19.2.1982 |       | SDP              |
| Vice-Ministère des Affaires sociales et de la santé Katri-Helena Eskelinen Johannes Koikkalainen | 26.5.1979 | 19.2.1982 |       | Parti du centre  |
| Vice-Ministère des Affaires sociales et de la santé Katri-Helena Eskelinen Johannes Koikkalainen | 26.5.1979 | 19.2.1982 |       | SDP              |
| Ministre de l'Emploi Arvo Aalto Jouko Kajanoja                                                   | 26.5.1979 | 20.3.1981 |       | SKDL             |
| Ministre de l'Emploi Arvo Aalto Jouko Kajanoja                                                   | 20.3.1981 | 19.2.1982 |       | SKDL             |